# Dryandra
Genre
Classification phylogénétique
Dryandra est un genre de plante à fleurs de la famille des Proteaceae qui n'est plus reconnu depuis 2007 par les cladistes. En effet, selon des études moléculaires, sa reconnaissance aurait rendu paraphylétique le genre Banksia. Il a donc été abaissé au rang de série du genre Banksia : Banksia ser. Dryandra. Le genre est malgré tout toujours reconnu par les évolutionnistes.
Le genre Dryandra comprend 94 espèces de buissons ou de petits arbres que l'on trouve dans le sud-ouest de l'Australie.
Le genre doit son nom au botaniste Jonas C. Dryander.
Ces espèces sont parasitées par des papillons et surtout leurs chenilles de l'espèce Carthaea saturnioides.